# Hirtodrosophila cowani
Hirtodrosophila cowani är en tvåvingeart som beskrevs av Vilela och Bachli 2004. Hirtodrosophila cowani ingår i släktet Hirtodrosophila och familjen daggflugor. Inga underarter finns listade i Catalogue of Life.